# Джулсен, Ноа
Ноа Джулсен (англ. Noah Juulsen; род. 2 апреля 1997, Абботсфорд, Британская Колумбия) — канадский профессиональный хоккеист, защитник клуба национальной хоккейной лиги «Монреаль Канадиенс» (2017—2019), «Флорида Пантерз» (2020—2021), «Ванкувер Кэнакс» (с 2021 года).

## Клубная карьера

### Молодёжный уровень
Джулсен был задрафтован клубом «Эверетт Силвертипз» в четвертом раунде драфта 2012 года в Западной хоккейной лиге (WHL). В сезоне WHL 2014/15 годов его выдающаяся игра была отмечена, Ноа был выбран для участия в матче лучших игроков CХЛ/НХЛ 2015 года. На драфте НХЛ 2015 года «Монреаль Канадиенс» выбрали Джулсена под 26-м номером. 9 июля 2015 года Ноа согласовал условия трёхлетнего контракта начального уровня с «Монреаль Канадиенс».

### Взрослый уровень
Джулсен дебютировал на профессиональном уровне в сезоне 2017/18 годов в НХЛ. 21 февраля 2018 года Ноа был отозван «Монраель Канадиенс» и на следующий день провёл свой первый матч в НХЛ, одержав победу со счетом 3:1 над «Нью-Йорк Рейнджерс». 2 марта Джулсен забил свою первую шайбу в карьере в НХЛ в матче против «Нью-Йорк Айлендерс», а его команда одержала победу со счетом 6:3. В 23 матчах за клуб он отдал еще две результативные передачи.
1 февраля 2019 года «Монреаль Канадиенс» объявили, что Джулсен выбыл на неопределенный срок из-за проблем со зрением после нескольких ударов шайбой в лицо во время матча против «Вашингтон Кэпиталз» 19 ноября 2018 года. В сезоне 2018/19 годов Ноа провёл в общей сложности 21 матч за «Монреаль Канадиенс», забив один гол и отдав четыре результативные передачи.
11 января 2021 года «Флорида Пантерз» забрала Джулсена по причине наложенной дисквалификации на «Монреаль Канадиенс».
Перед началом сезона 2021/22 годов, 10 октября 2021 года, «Флорида Пантерз» обменяли Джулсена в «Ванкувер Кэнакс» вместе с Юхо Ламмикко в обмен на Олли Юолеви.
Сезон 2023/2024 годов Джулсен провёл как полноценный игрок стартового состава «Ванкувер Кэнакс», на его счету 54 матча, 1 забитая шайба и 6 результативных передач.

## Карьера в сборной
Джулсен вызывался в молодёжную сборную Канады в декабре 2016 года для выступления на чемпионате мира по хоккею с шайбой среди молодёжных команд 2017 года. Сборная Канады завоевала серебряные медали, а на счету защитника Джулсена 7 игр и 2 результативные передачи.